# Calle Martín Miguel de Güemes
Martín Miguel de Güemes es una calle de la ciudad de Mar del Plata, en la provincia de Buenos Aires. Atraviesa el barrio de Los Troncos y el Paseo Güemes, importante centro turístico de comercios. El Paseo Güemes es una zona de la ciudad históricamente de clases media-alta y alta que cuenta con servicios como tiendas de ropa de diseño, cafés

## Paseo Güemes
En contraposición a la peatonal San Martín, el paseo Güemes ha sido desde hace años el sitio de compras para las familias marplatenses y los turistas más aristocráticos. Los precios populares eran escasos y los cafés y gimnasios de alta categoría le dan al barrio algunas similitudes con la zona de Alto Palermo en Buenos Aires.
Durante las décadas del 2000 y del 2010, la zona de influencia del paseo se ha ampliado hacia los costados de la calle Güemes, fundamentalmente en las calles Olavarría, Avellaneda, Alvarado, entre otras. Además, la construcción del centro comercial Paseo Aldrey ha revitalizado la zona de la vieja terminal de ómnibus.
Su proximidad con el  barrio de Los Troncos ha hecho de Güemes un paseo para bolsillos algo más selectos, aunque con el paso del tiempo eso se ha ido equiparando y hoy en día se pueden encontrar las más variadas ofertas.